# ديريك جي
ديريك جي هو دراج كندي، ولد في 3 أغسطس 1997 في أونتاريو في كندا.

## وصلات خارجية
- ديريك جي على موقع الاتحاد الدولي للدراجات (الإنجليزية)
- ديريك جي على موقع أرشيف الدراجات (الإنجليزية)
- ديريك جي على موقع إحصائيات الدراجات الإحترافية (الإنجليزية)
- ديريك جي على موقع نسبة الدراجات (الإنجليزية)
- ديريك جي على موقع CycleBase (الإنجليزية)
- ديريك جي على موقع أوليمبيديا (الإنجليزية)